# Teixeiras
Teixeiras es un municipio brasilero del estado de Minas Gerais.

## Historia
El origen de la ciudad remonta a mediados del siglo XIX. En aquella época, Antônio Serafim Teixeira mandó construir una capilla dedicada a Santo Antônio en tierras de su propiedad. El poblado era conocido como Santo Antônio do Teixeiras y creció lentamente en torno de la capilla.
A finales del siglo, la presencia de la via de hierro Leopoldina permitió el crecimiento de su producción agrícola, dando gran impulso al municipio y acelerando su crecimiento. En 1883, Santo Antônio de los Teixeiras fue elevado a la categoría de distrito del municipio de Viçosa. El 17 de diciembre de 1938, se emancipó con el nombre de Teixeiras.

## Geografía
El municipio de Teixeiras posee un área territorial de 167 km², con una densidad demográfica de 66,8 hab/km², y una altitud de 648 m. Geográficamente, pertenece a la microrregión de Viçosa y a la mesorregión de la Zona del bosque del estado de Minas Gerais, situado en la Región Sudeste del Brasil. Según el censo demográfico realizado en 2000, por el Instituto Brasilero de Geografía y Estadística (IBGE), Teixeiras posee una población total de 11.149 habitantes, distribuida en 6.949 habitantes en la zona urbana (62,33%) y 4.200 (37,67%) en la zona rural, mostrado una taza de urbanización de 62,33% y una taza media de crecimiento anual de 1,23%.

## Economía
La economía del municipio se basa en la zona rural. Las principales actividades económicas desarrolladas en el municipio son: agricultura (café, arroz, frijol, mandioca, maíz, abacaxi, tomate, caña de azúcar, batata dulce), ganadería (bovinocultura y carne de cerdo), silvicultura y explotación florestal.

## Turismo
Es muy famosa en la región por las fiestas que promueve principalmente por el carnaval que por muchos años es considerado el mejor de la región. Una gran fiesta, donde se reúnen personas de varios estados del país.